# رينا فوجيساوا
رينا فوجيساوا (باليابانية: 藤沢里菜؛ بالكانا: ふじさわ りな) هي لاعبة غو محترفة ‏ يابانية، ولدت في 18 سبتمبر 1998 في سايتاما في اليابان.